# هنري بيلينجز براون
هنري بيلينجز براون (بالإنجليزية: Henry Billings Brown)‏ (و. 1836 – 1913 م) هو محامي، وقاضي من الولايات المتحدة الأمريكية.
وهو عضو في الحزب الجمهوري.
توفي في برونكسفيل.

## التعليم
تعلم في كلية هارفارد للحقوق، وكلية ييل للحقوق.

## روابط خارجية
- هنري بيلينجز براون على موقع الموسوعة البريطانية (الإنجليزية)
- هنري بيلينجز براون على موقع إن إن دي بي (الإنجليزية)